# Fuentealbilla
Fuentealbilla é um município da Espanha na província de Albacete, comunidade autónoma de Castilla-La Mancha, de área 120 km² com população de 1925 habitantes (2004) e densidade populacional de 17,63 hab/km².

## Demografia
| Variação demográfica do município entre 1991 e 2004 | Variação demográfica do município entre 1991 e 2004 | Variação demográfica do município entre 1991 e 2004 | Variação demográfica do município entre 1991 e 2004 |
| --------------------------------------------------- | --------------------------------------------------- | --------------------------------------------------- | --------------------------------------------------- |
| 1991                                                | 1996                                                | 2001                                                | 2004                                                |
| 1868                                                | 1842                                                | 1860                                                | 1915                                                |

## Cidadãos notórios
- Andrés Iniesta - Jogador de futebol